# Villasabariego
Villasabariego é um município da Espanha na província de León, comunidade autónoma de Castela e Leão, de área  km² com população de 1254 habitantes (2007) e densidade populacional de 19,75 hab/km².

## Demografia
| Variação demográfica do município entre 1991 e 2004 | Variação demográfica do município entre 1991 e 2004 | Variação demográfica do município entre 1991 e 2004 | Variação demográfica do município entre 1991 e 2004 |
| --------------------------------------------------- | --------------------------------------------------- | --------------------------------------------------- | --------------------------------------------------- |
| 1991                                                | 1996                                                | 2001                                                | 2004                                                |
| 1270                                                | 1204                                                | 1254                                                | 1182                                                |